# Run to You (singel Bryana Adamsa)
Run to You – piosenka rockowa Bryana Adamsa, wydana w 1984 roku jako singel promujący album Reckless.

## Powstanie
Utwór powstał w 1983 roku na zlecenie Bruce'a Fairbairna, współpracującego wówczas z Blue Öyster Cult. Adams napisał utwór wspólnie z Jimem Vallancem. Przy tworzeniu piosenki wykorzystano intro z „(Don’t Fear) The Reaper”, transponując jego tonację do e-moll i nakładając capo. Następnie dopracowano tekst i aranżację ze szczególnym uwzględnieniem harmonii basu, perkusji i riffu.
Blue Öyster Cult odrzucił piosenkę, podobnie jak inny zespół, któremu ją zaoferowano – 38 Special. Adams za sugestią producenta Boba Clearmountaina umieścił następnie utwór na własnej solowej płycie, Reckless.

## Teledysk
Do utworu powstał teledysk w reżyserii Steve'a Barrona, który poza Adamsem współpracował m.in. z Michaelem Jacksonem, Culture Club i Tears for Fears. W klipie Adams pojawia się w śniegu, deszczu i piasku, nagrane są także sceny z koncertu, a także biegnąca dziewczyna. Punktem kulminacyjnym teledysku miało być uderzenie pioruna w drzewo. Jednakże zarówno Adams, jak i Barron wyrazili rozczarowanie efektem.
Klip był często odtwarzany w MTV i otrzymał pięciokrotną nominację do nagrody MTV Video Music Awards.

## Odbiór
Utwór okazał się przebojem, zajmując m.in. szóste miejsce na liście Hot 100 oraz jedenaste na UK Singles Chart.
| Lista             | Pozycja | Źródło |
| ----------------- | ------- | ------ |
| Belgia (Flandria) | 19      | [ 2 ]  |
| Holandia          | 14      | [ 2 ]  |
| Irlandia          | 8       | [ 3 ]  |
| Nowa Zelandia     | 14      | [ 2 ]  |
| Polska            | 21      | [ 4 ]  |
| Stany Zjednoczone | 6       | [ 1 ]  |
| Wielka Brytania   | 11      | [ 1 ]  |

## Covery
Nagrano kilkanaście coverów piosenki. Wersja zespołu Rage z 1992 roku w stylu dance zajęła m.in. trzecie miejsce na liście UK Singles Chart.